# 倉敷成人病センター
倉敷成人病センター（くらしきせいじんびょうセンター）は、岡山県倉敷市の民間病院。一般財団法人倉敷成人病センターが運営する。

## 概要
- 設置者　一般財団法人倉敷成人病センター
- 理事長　髙本均
- 病院長　安藤正明
- 所在地　〒710-8522 岡山県倉敷市白楽町250
- 開設日　1971年（昭和46年）7月2日
- 病床数　269床

一般財団法人倉敷成人病センターは、倉敷成人病センター、倉敷成人病クリニック、倉敷成人病健診センター、介護老人保健施設ライフタウンまびの4施設を運営しており、現在80名の常勤医師が働いている。
電子カルテは2003年（平成15年）から導入。2004年（平成16年）に入院棟、2006年（平成18年）にクリニック棟を新築。病室は全室シャワートイレユニット付の個室（差額ベッド代なし）でテレビやDVDなどが設置されており、診療環境、療養環境に配慮している。
生活習慣病などの一般的な慢性疾患から、消化器、泌尿生殖系、乳腺に至る全身の悪性腫瘍の外科的治療に至るまで幅広い診療を行なっているほか、リウマチ膠原病、不妊治療、ED治療など特殊専門領域についても力を入れている。
産婦人科は腹腔鏡手術、出産、不妊治療を三本柱とする。腹腔鏡手術の技術を世界的に高く評価された医師のもとに全国から若い医師が集まっている。出産は年間1,500件を超える。前立腺疾患や結石の治療、がん診断・治療などに力をいれる泌尿器科。網膜・硝子体疾患、黄斑疾患に対して専門性を持って治療にあたる眼科。整形外科は人工関節手術、手の外科、脊椎外科の専門性を発揮している。2009年（平成21年）に日本リウマチ友の会賞を受賞し、指導医資格を持つ4名が診療にあたるリウマチ科。ラジオ波焼灼療法、インターフェロン治療等専門医が揃っている肝臓病治療センター。小児科は小児神経外来では地域で拠点的な役割を担っている。毎日多くの新生児もケアしている。放射線科は、一般的な画像の読影のほか、各種血管造影やIVRを行っている。他の診療科もそれぞれの特色を生かして地域医療に貢献している。
内視鏡手術センターでは、婦人科をはじめ、消化器外科、呼吸器外科、泌尿器科、整形外科の熟達した医師が揃っている。
2013年（平成25年）9月、第3世代の手術支援ロボット「da Vinci (ダヴィンチ) Si」を中四国の民間病院で初めて導入した。

## 沿革
- 1971年（昭和46年）7月2日 - 財団法人倉敷成人病センターを設立、須原病院を開設。
- 1982年（昭和57年）1月1日 - 病院名を南くらしき病院に改称。
- 1994年（平成6年）4月30日 - 倉敷成人病健診センターを新築。
- 1997年（平成9年） - 病院名を倉敷成人病センターに改称。真備町に老人保健施設「ライフタウンまび」を開設。
- 2003年（平成15年） - 電子カルテを導入。
- 2004年（平成16年）6月1日 - 新病棟新築。
- 2006年（平成18年）1月1日 - 倉敷成人病クリニック新築。

## 診療科
- 内科
- 肝臓病治療センター
- リウマチ科
- 外科
- 整形外科
- 泌尿器科
- 体外受精センター（IVF）
- 産科
- 婦人科
- 小児科
- 眼科
- 皮膚科
- 放射線科
- 麻酔科
- 病理診断科
- 歯科

## 認定学会
出典

(遺伝性乳癌卵巣癌総合診療暫定連携施設)

| 日本IVR学会(専門医修練施設)                          | 日本医学放射線学会(画像診断管理認定施設)                     |
| 日本医学放射線学会(放射線科専門医修練機関)           | 日本遺伝性乳癌卵巣癌総合診療制度機構                         |
| 日本医療薬学会(医療薬学専門薬剤師研修施設(基幹施設)) |                                                              |
| 日本医療薬学会(がん専門薬剤師研修施設)               | 日本核医学会(専門医教育病院)                                 |
| 日本眼科学会(専門医制度研修施設)                     | 日本肝臓学会(認定施設)                                       |
| 日本がん治療認定医機構(研修施設)                     | 日本緩和医療薬学会(緩和医療専門薬剤師研修施設)               |
| 日本外科学会(専門医制度修練施設)                     | 日本産科婦人科学会(専攻医指導施設)                           |
| 日本産科婦人科内視鏡学会(認定研修施設)               | 日本産科婦人科内視鏡学会(ロボット手術認定研修施設)           |
| 日本消化器外科学会(専門医修練施設)                   | 日本消化器内視鏡学会(指導施設)                               |
| 日本消化器病学会(認定施設)                           | 日本小児科学会(専門医研修施設)                               |
| 日本小児神経学会(専門医制度研修施設)                 | 日本女性医学学会(専門医制度認定研修施設)                     |
| 日本腎臓学会(認定教育施設)                           | 日本整形外科学会(専門医研修施設)                             |
| 日本超音波医学会(研修施設)                           | 日本手外科学会(研修施設)                                     |
| 日本透析医学会(教育関連施設)                         | 日本内科学会(教育関連病院)                                   |
| 日本乳癌学会(認定施設)                               | 日本乳がん検診精度管理中央機構(ﾏﾝﾓｸﾞﾗﾌｨ検診施設画像認定施設) |
| 日本泌尿器科学会(専門医教育施設)                     | 日本病院薬剤師会(がん薬物療法認定薬剤師研修事業研修施設)     |
| 日本病理学会(研修登録施設)                           | 日本腹部救急医学会(認定医・教育医制度認定施設)               |
| 日本婦人科腫瘍学会(専門医制度指定修練施設)           | 日本麻酔科学会(麻酔科認定病院)                               |
| 日本リウマチ学会(教育施設)                           | 日本臨床細胞学会(認定施設)                                   |
| 日本臨床腫瘍学会(認定研修施設(連携施設))             | 日本臨床神経生理学会(認定施設)                               |
| 日本周産期・新生児医学会(新生児専門医暫定認定施設)   | 呼吸器外科専門医合同委員会(専門研修連携施設)                 |
| ＜日本呼吸器外科学会・日本胸部外科学会＞             | 日本糖尿病学会(認定教育施設Ⅱ)                                |

## 指定施設
出典<ref name=概要>
| 被爆者一般疾病指定医療機関                    | 労災保険法指定医療機関           |
| 健康保険法・国民健康保険法指定医療機関        | 生活保護法指定医療機関           |
| 結核予防法指定医療機関                        | 岡山県胃精密検診施設             |
| 母体保護法指定医師研修施設                    | 救急病院指定医療機関             |
| 母子保護法規定による養育医療機関              | 岡山県大腸がん精密検診施設       |
| 岡山県肺がん精密検診施設                      | 岡山県乳がん精密検診施設         |
| 日本医療機能評価機構認定病院                  | 基幹型臨床研修病院               |
| 岡山県肝炎一次専門医療機関                    | DPC対象病院                      |
| がん診療連携推進病院                          | 岡山県肝炎二次専門医療機関       |
| 岡山県糖尿病医療連携登録医療機関              | 特定医療（指定難病）指定医療機関 |
| 指定小児慢性特定疾病医療機関                  | 岡山県難病医療協力病院           |
| 肝がん･重度肝硬変治療研究促進事業指定医療機関 | 卒後臨床研修評価機構JCEP認定病院 |
| 特定疾患治療研究事業                          |                                  |

## 交通アクセス

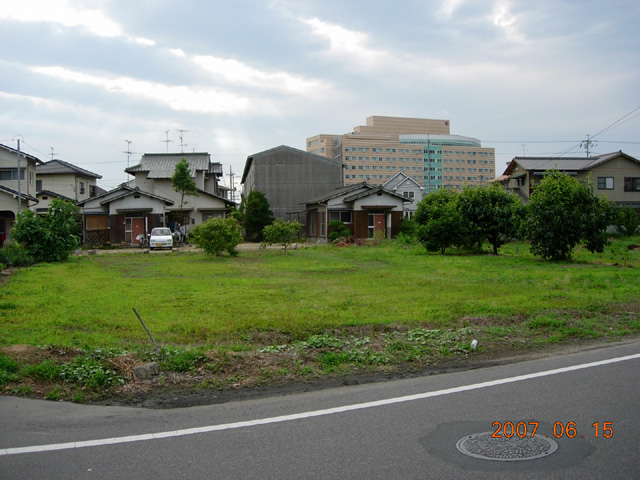
東側。田園風景の静かな環境に立地している。

白楽町交差点を西へ曲がり、県立倉敷商業高校の少々先、倉敷商工会議所の手前。
- 山陽本線、伯備線倉敷駅下車。

徒歩約20分。
タクシー約5分。
下電バスの以下いずれかで「倉敷成人病センター前」。
「倉商経由JR児島駅行」
「倉敷成人病センター行」
両備バスの以下いずれかで「倉敷成人病センター前」。
「大高経由倉敷リバーサイド病院行」
「大高経由霞橋車庫行」
「大高経由Jエナジー行」

## 関連施設
- 倉敷成人病健診センター
- ライフタウンまび - 倉敷市真備町の介護老人保健施設。56床。居宅介護の支援。
- ジャパングリーンクリニック（シンガポール） - シンガポールで生活する日本人を対象とした診療所
- ジャパングリーンメディカルセンター（イギリス） - イギリスで生活する日本人を対象とした診療所
- 上海グリーンクリニック（中国） - 中国で生活する日本人を対象とした診療所